# Elinton Andrade
Pour les articles homonymes, voir Andrade.
Elinton Andrade, né le 30 mars 1979 à Santa Maria (Rio Grande do Sul), est un footballeur brésilien  qui évolue au poste de gardien de but. Il est également international portugais de beach soccer et de foot-volley.

## Biographie

### Football
Elinte Andrade commence le football dans le club de Centro de Futebol Zico de Brasília, puis il parcourt le Brésil en jouant dans de grands clubs comme Fluminense ou Flamengo, le plus souvent en tant que doublure ou de plus petits clubs comme Rio Claro FC ou Bangu Atlético. 
Mais c'est alors qu'il joue au Vasco da Gama que sa carrière prend une tournure différente à la suite d'une défaite sept buts à zéro face aux rivaux de l'Atletico Paranaense. Les supporters considérant qu'il est le seul responsable de l'humiliation, il est obligé de s'exiler au Portugal. En difficulté, il espère décrocher un passeport portugais, seul moyen pour lui de poursuivre son aventure footballistique. Mais l'affaire traîne, et il se retrouve seul, sans club, sans argent et sans papier. Mais Elinton Andrade n'est pas du genre à renoncer et va trouver une façon toute particulière de maintenir son état de forme, en devenant ouvrier agricole durant sept mois, son quotidien se résumant à la cueillette avant d’obtenir enfin son passeport lusitanien, sous condition d'intégrer l'équipe nationale de foot-volley et ainsi disputer les mondiaux. 
Il retrouve ainsi un club en Italie, l'Ascoli Calcio mais l'aventure se termine un an et demie plus tard, car Elinton ne joue pas du tout, et se retrouve même relégué en équipe réserve. Il quitte donc l'Italie pour revenir dans son pays natal dans le club de Moto Club en janvier 2007 pendant deux mois puis au Duque de Caxias en mars. Mais six mois plus tard, l'envie de revenir en Europe est plus que tentante et il signe en Roumanie en faveur du FC Rapid Bucarest où il joue en tant que titulaire et attire l'attention de Didier Deschamps qui le fait venir l'Olympique de Marseille pour suppléer Steve Mandanda.
Il est donc acheté pour 200 000 € par l'Olympique de Marseille pour un contrat d'une année plus une en option. Le 13 janvier 2010, il dispute son premier match sous les couleurs de l'Olympique de Marseille en huitièmes de finale de la Coupe de la Ligue, face à l'AS Saint-Étienne lors d'une victoire trois buts à deux. Il fut un élément prépondérant de l'Olympique de Marseille lors de la victoire en Coupe de la Ligue, ayant joué face à l'AS Saint-Étienne, le Lille OSC (entré à la mi-temps) et le Toulouse FC. Il est toutefois remplaçant en finale face au Girondins de Bordeaux. En mars 2010, le Brésilien prolonge de deux ans son bail, ce qui le lie à l'OM jusqu'en juin 2012. Quelques mois plus tard, il est sacré champion de France. Lors du Trophée des champions 2010, il voit l'Olympique de Marseille battre le Paris Saint-Germain depuis le banc de touche et il est de nouveau remplaçant lors de la finale de la coupe de la ligue 2011 remportée par l'OM. La saison suivante, la concurrence s'accrut avec l'arrivée de Gennaro Bracigliano et il ne joue qu'un seul match. Le 13 juin 2012, l'Olympique de Marseille annonce que le contrat du joueur, qui arrive à expiration le 30 juin, n'est pas renouvelé.
En mai 2013, il retrouve un club dans son pays d'origine au Náutico Capibaribe. Il y reste que deux mois puisque le 30 juillet suivant, il quitte de nouveau son pays pour Chypre où il s'engage avec le Ermis Aradippou pendant six mois. L’entraîneur lui donne le brassard de capitaine dès son premier match mais très rapidement après son arrivée au club, il se blesse au bras. Il retourne ensuite au Duque de Caxias en janvier 2014, club où il est déjà passé durant sa carrière. Il y joue régulièrement pendant une saison et demi puis en septembre 2015, il prend la décision de rejoindre un nouveau championnat l'Indian Super League en signant en faveur du FC Goa.

### Foot Volley et beach soccer
À côté du football, Elinton Andrade fait également partie de la sélection portugaise de foot volley depuis 2006 avec laquelle il a disputé le mondial 2013 de foot volley sur les plages brésiliennes de Copacabana.
Effectivement, Elinton Andrade, petit-fils de Portugais, obtient la double nationalité en mai 2006 grâce à l'aide de Jorge Alves, le fondateur de la fédération portugaise de footvolley qui cherche à naturaliser des joueurs pour la sélection portugaise de footvolley.
En juin 2015, il garde les cages de l'Équipe du Portugal de beach soccer lors des jeux européens à Bakou. Il participe avec le Portugal à la coupe du monde de beach soccer 2015. Après des victoires contre la Suisse en quart puis contre la Russie en demi, il remporte la coupe du monde contre Tahiti (5-3).
Il est à nouveau champion du monde de beach soccer en 2019, il est alors sacré meilleur gardien du tournoi.

## Palmarès

### Football
Avec le Centro de Futebol Zico de Brasília, il remporte le championnat de Brasilia en 2002.
Il est champion de France 2010 avec l'Olympique de Marseille. Il remporte la coupe de la ligue 2010 et coupe de la ligue 2011 ainsi que le Trophée des champions 2010.

### Beach soccer
Il est double champion du monde de beach soccer avec le Portugal. Il a remporté la plus prestigieuse des compétitions de ce sport en 2015 en battant Tahiti en finale cinq buts à trois. En 2019, il est désigné meilleur gardien du tournoi après la finale remportée contre l'Italie.
Il remporte les Jeux européens de 2019 après avoir terminé troisième en 2015.
Il est deuxième des Jeux méditerranéens de plage de 2019 et de 2023.